# Bonte knotswesp
De bonte knotswesp (Sapyga quinquepunctata) is een vliesvleugelig insect uit de familie van de knotswespen (Sapygidae). De wetenschappelijke naam van de soort is voor het eerst geldig gepubliceerd in 1781 door Fabricius.